# Parallelverschiebung

Parallelverschiebung (Translation)
Die Hintereinanderausführung zweier Translationen ist wieder eine Translation.

Die Parallelverschiebung oder Translation ist eine geometrische Abbildung, die jeden Punkt der Zeichenebene oder des Raumes in dieselbe Richtung um dieselbe Strecke verschiebt. Sie kann durch einen Vektor, den sogenannten Verschiebungsvektor, gekennzeichnet werden.
Parallelverschiebungen gehören zu den Bewegungen, da bei ihrer Anwendung Längen und Winkel erhalten bleiben. Als Bewegungen werden sie – vor allem die Parallelverschiebungen in der Ebene  – auch zu den Kongruenzabbildungen gezählt.
Der Begriff der Parallelverschiebung kann aus dem zwei- oder dreidimensionalen Anschauungsraum in den n-dimensionalen euklidischen Raum und noch weiter in die riemannsche Geometrie oder die affine Geometrie verallgemeinert werden.

## Zweidimensionaler Anschauungsraum

Parallelverschiebung eines Dreiecks

Parallelverschiebung als Doppelspiegelung an zwei zueinander parallelen Achsen

Im zweidimensionalen (euklidischen) Raum {\displaystyle \mathbb {R} ^{2}} ist eine Parallelverschiebung eine mathematische Funktion, die jeden Punkt des Raums um die gleiche Strecke in die gleiche Richtung verschiebt. Eine Parallelverschiebung wird also durch eine affine lineare Funktion
{\displaystyle \tau \colon \mathbb {R} ^{2}\to \mathbb {R} ^{2}}
beschrieben mit
{\displaystyle (x,y)\to (x+a,y+b)\quad }, wobei {\displaystyle a,b\in \mathbb {R} } fest gewählt sind.
Oder vektoriell:
{\displaystyle {\vec {x}}\to {\vec {x}}+{\vec {v}}\quad }, mit {\displaystyle \ {\vec {v}}={a \choose b}}.
Die Hintereinanderausführung zweier Parallelverschiebungen ist wieder eine Parallelverschiebung.
Eine Parallelverschiebung ist als Doppelspiegelung an zwei zueinander parallelen Achsen g und h darstellbar.

## Riemannsche Geometrie

Paralleltransport eines Vektors entlang einer Kurve auf einer Kugeloberfläche.

In der riemannschen Geometrie wird der Begriff der Parallelverschiebung aus der euklidischen Geometrie auf gekrümmte Objekte wie zum Beispiel auf die Kugeloberfläche verallgemeinert. Mathematisch präzise werden diese gekrümmten Objekte als riemannsche Mannigfaltigkeiten definiert. Vektoren an diesen Mannigfaltigkeiten können entlang von Kurven parallel verschoben werden. Präzise formuliert wurde diese Methode durch Tullio Levi-Civita. Heute wird sie meist als Paralleltransport aber auch als Parallelverschiebung bezeichnet.

## Affine Geometrie
In der axiomatisch aufgebauten affinen Geometrie (synthetischen Geometrie) nennt man eine Kollineation {\displaystyle {\mathcal {\alpha }}} eine Translation, wenn die beiden folgenden Bedingungen erfüllt sind:
- Geraden werden auf parallele Geraden abgebildet.
- Falls überhaupt ein Punkt verändert wird, hat die Abbildung keinen Fixpunkt.

T1:     {\displaystyle \forall g\in {\mathcal {G}}\colon \;\alpha (g)\parallel g}
T2:     {\displaystyle \forall P\in {\mathcal {P}}\colon \;\alpha \neq \mathrm {id} \,\Rightarrow \,\alpha (P)\neq P}
({\displaystyle {\mathcal {P}}} ist die Menge aller Punkte, {\displaystyle {\mathcal {G}}} die Menge aller Geraden, siehe Inzidenz). Diese Translationen können zum Beispiel in einer affinen Translationsebene als Ortsvektoren der Punkte verwendet werden.
Auch hier ist eine Translation stets eine Affinität im Sinne der synthetischen Geometrie. Die Fortsetzung einer Translation im projektiven Abschluss des affinen Raumes ist eine projektive Perspektivität und also eine Projektivität.